# Édouard Phillips

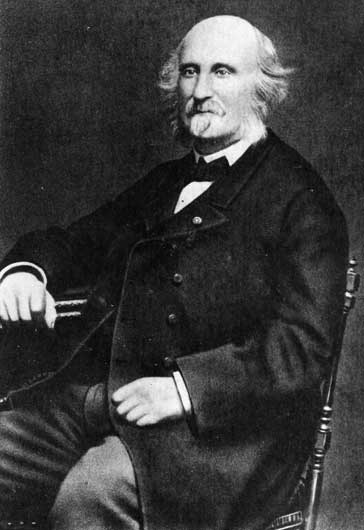
Édouard Phillips

Édouard Phillips (* 21. Mai 1821 in Paris; † 14. Dezember 1889 in Narmont) war ein französischer Mathematiker, Statiker und Bergbauingenieur.

## Leben
Édouard Phillips wurde 1821 als Sohn eines Engländers und einer Französin geboren. Die französische Staatsbürgerschaft nahm er erst während seiner Studienzeit an der École polytechnique an. Nach seinem Studium war er als Mathematiker unter anderem in Bergbau- und Eisenbahngesellschaften angestellt. Anschließend unterrichtete er von 1864 bis 1875 an der École Centrale und teilweise überlappend von 1866 bis 1879 an der École Polytechnique, wo er die Bour-Professur für Mechanik bekleidete. Die Académie des Sciences erwählte ihn im dritten Anlauf 1868 zum Mitglied, als Nachfolger von Léon Foucault. Die französische Regierung ernannte ihn 1882 zum Bergwerks-Generalinspektor.

## Leistungen
Phillips verwendete als Erster die zentrifugale Beschleunigung von verkleinerten Architekturmodellen zur Untersuchung von Belastungsschäden.
Er publizierte ab 1845 bis zu seinem Tod mehrere Schriften. Die beiden Schriften von 1869 wurden in seinem Nekrolog als sein Hauptwerk bezeichnet. In der ersten Veröffentlichung von 1869 behandelte er quasi-statische Probleme, zeigte die Grenzen der damaligen Berechnungsmöglichkeiten auf und schlug daraufhin die Verwendung von Modellen vor. Die zweite Schrift beinhaltete eine Erweiterung seiner Berechnungen auf dynamische Effekte. Seine Beobachtung, dass im Zentrifugalmodell das Inertial Time Scaling dem Centrifugal Time Scaling gleicht, hat bis heute Gültigkeit.
Darüber hinaus veröffentlichte Phillips auch Schriften über die Spiralfeder und zur Reglage von Uhren. Ein Typ aufgehobener äußerer Endkurven von Unruhspiralen wird heute als Phillips-Endkurve bezeichnet.

## Schriften
- Manuel pratique pour l’étude et le calcul des ressorts en acier employés dans le matériel des chemins de fer. Carilian-Goeury & V. Dalmont, Paris 1852, (Digitalisat).
- Mémoire sur le spiral réglant des chronomètres et des montres. In: Journal de Mathématiques Pures et Appliquées. Serie 2, Band 5, 1860, S. 313–366; (Wieder in: Annales des Mines. Mémoires. Serie 5, Band 20, 1861, S. 1–107; wieder in: Mémoires présentés par divers savants à l’Académie des Sciences de l'Institut Impérial de France. Sciences mathématiques et physiques. Band 18, 1868, S. 129–229).
- Mémoire sur le réglage des chronomètres et des montres dans les positions verticale et inclinées. In: Comptes rendus hebdomadaires des Séances de l'Académie des Sciences. Band 58, 1864, S. 287–292; S. 363–367.
- De l'influence de la forme du balancier compensateur des chronomètres sur l'isochronisme, indépendamment des variations de température. In: Comptes rendus hebdomadaires des Séances de l'Académie des Sciences. Band 66, 1868, S. 526–530.